# Василь Іванович Шем'ячич
Василь Іванович Шем'ячич (Шем'якін) (пом. 10 серпня 1529, Москва) — князь новгород-сіверський і рильський, онук князя галицького та великого князя московського (1445, 1446—1447) Дмитра Юрійовича Шем'яки,

## Біографія
Батько Василя, Іван Дмитрович Шем'якін 1454 року змушений був тікати до Литви, де отримав «в кормління» від Казимира IV Рильськ і Новгород-Сіверський, які перейшли і до сина його. Коли в Литві буцімто посилилися утиски православних, 1500 року звернувся до великого князя московського з проханням прийняти його до себе «в службу і з вотчинами», на що Іван III дав згоду. Масовий перехід удільних чернігово-сіверських князів з литовського в московське підданство стало причиною нової війни між Великим князівством Литовським та Московським.

### Участь у Молдавському поході
Влітку 1497 польський король Ян I Ольбрахт, задумав похід на Молдавію проти господаря Стефана Великого, як відповідь на спалення їм Брацлава. У поході мав намір взяти участь і Великий князь Литовський Олександр Казимирович. Молдавський правитель був союзником Івана III, тому дізнавшись про це, 19 серпня Іван III послав до Литви послів П. Заболоцького й Івана Вовка Куріцина з вимогою не порушувати мирний договір, крім того, проти походу виступили місцеві феодали, тому Олександр повернувся назад, але відправив з Ольбрахтом Станіслава Кишку, князів Семена Стародубського і Василя Шем'ячича. Облога молдавської столиці Сучави закінчилася в кінці жовтня поразкою польських військ. Сам король сховався у руських князів, які в бою так і не брали участь.

### Перехід в московське підданство
У квітні 1500 року князь Василь Іванович разом із князем Семеном Івановичем Стародубським направили до Івану III гінця зі звісткою, що хочуть перейти на службу до нього разом з своїми волостями. Незадовго до цього на сторону Івана III перейшов князь Семен Іванович Бєльський з вотчинами, міста Мценськ і Серпійск. Всі переходи мотивувалися гоніннями на православну віру. Ці події викликали Московсько-Литовську війну.

### Участь вМосковсько-литовській війні
8 травня із Москви рушив із військами Яків Захар'їч, який незабаром узяв Брянськ, а потім привів сіверських князів до хрещеного цілування. Князі Семен і Василь перейшли на бік Івана III разом з величезними володіннями. У хроніці Биховця додатково вказується, що ці князі давно вели переговори про перехід. У землях князів Василя і Семена перехід на сторону Москви опору практично не викликав. В середині літа основною подією війни стала перемога московських військ у битві при Ведроші 14 липня 1500 р. 6 серпня 1500 р. війська Якова Захар'їча, сіверських князів Василя і Семена і Мухаммед-Еміна взяли Путивль, полонивши намісника міста князя Богдана Глинського. У 1501 році особливо значних подій не було, 4 листопада сіверські князі безуспішно осаджували Мстиславль, при цьому було вбито до 7 тис. литовинів. У 1502 році князь Василь брав участь в облозі Смоленська, загальне командування здійснював молодший (20 років) царський син Дмитро Іванович Жилка. Повідомлялося, що багато загонів розсіялися по околицях грабуючи і мародерствуючи. Облога закінчилася невдачею. В ході мирних переговорів взимку 1502-1503 року литовська сторона наполягала на поверненні Литві Сіверських земель, Іван III відмовлявся їх повернути, тому переговори закінчилися перемир'ям на основі існуючого становища. Сіверської землі залишилися під владою Москви, хоча Литва це не визнала.

### Донос і ув'язнення
У 1509 році між великим князем Василем III і польським королем Сигізмундом I відбувся мирний договір, за яким Шем'ячич, в числі інших князів, які перейшли на московську сторону, написаний в сторону великого князя московського, тобто в число «службових» московських князів. Згідно з угодою, польський король зобов'язався не посягати на землі князів, які перейшли на бік Москви:
. . . так 'ж тобе невступатіся Вь нас, Вь нашу вітчизну, Вь ті городи і вь волості, што за нашими слугами за князем Васільєм' Івановичом' Шемячичем', і за князем Васільєм' Семеновичом', і за Трубецкими Князі і за Масалскими до міста в Рилєск', з'волостьми, Вь місто Путивль, з'волостьми, до міста Новгородок' з'волостьми, до міста Вь Радогощ' з'волостьмі, до міста Чернігов з'волостьми, до міста Стародуб' з'волостьми. . . 
Стародубський князь Василь Семенович доніс на Василя, що він має стосунки з Литвою, але Василю Івановичу вдалося виправдатися.
Шем'ячич брав участь у новій російсько-литовській війні, очоливши 1513 року військовий похід на Київ.
У 1523 році його знову запідозрили в зраді; він з'явився до Москви, був спочатку обласканий, а 12 травня 1525 року взятий під варту; у його княгині, привезеної до Москви, відняті були всі боярині, що складали її супровід. Справа Шем'ячича вважалася великою; про неї говорить у своїх записках і Сигізмунд фон Герберштейн. У самій Москві були партії за і проти Шем'ячича. Князь Андрій Михайлович Курбський також згадує про цю справу і каже на користь «останнього удільного князя на Русі». Василь помер в ув'язненні в 1529 року.

## Сім'я
Його дружина княгиня Євфимія Щем'ятичева і її дочки Єфросинія і Марфа після смерті Василя були заслані до Суздальського Покровського монастиря. Також Шем'ячич мав сина Івана, який помер 1561 року ченцем Троїце-Сергієва монастиря.